# Sherlock Holmes i la dona de verd
Sherlock Holmes i la dona de verd (títol original en anglès: The Woman in Green) és una pel·lícula estatunidenca estrenada el 1945, dirigida per Roy William Neill. És l'onzena pel·lícula amb Basil Rathbone i Nigel Bruce. Se n'ha fet un remake en la versió titulada Les mans d'un assassí.

## Argument

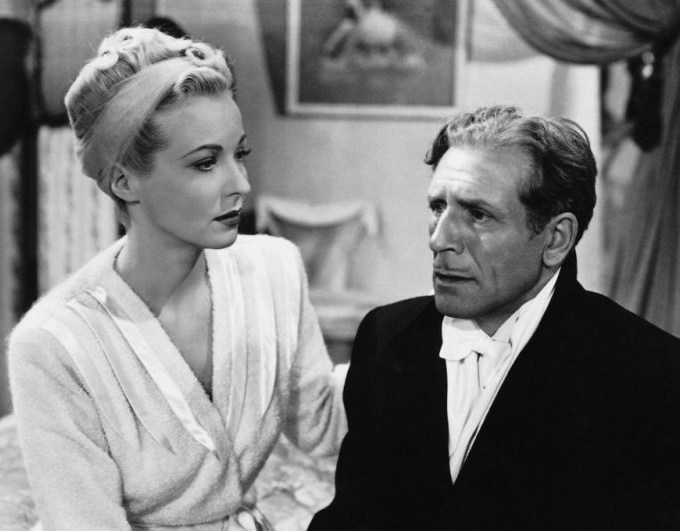
Hillary Brooke i Paul Cavanagh

Als anys 40, un grup dels millors investigadors de Scotland Yard es troben per discutir de l'homicidi d'una dona, el quart d'una sèrie coneguda sota el nom d'"homicidis amb el dit tallat", ja que cada víctima és trobada així. L'inspector Gregson, responsable de la investigació, informa els seus homes que té la intenció demanar l'ajuda del famós detectiu Sherlock Holmes.
Holmes i Watson es troben amb Gregson al dipòsit de cadàvers per examinar l'última víctima, després van al Pembroke House Club per discutir del cas. Holmes es fixa en Sir George Fenwick en companyia d'una bonica dona, Lydia Marlowe. Poc temps després, Fenwick i Lydia van a casa de la jove, que es desperta l'endemà, grogui, en una estranya pensió de família, i sentint venedors de diaris al carrer anunciar que s'ha comès un altre "homicidi del dit tallat". Fenwick descobreix, horroritzat, un dit tallat a la seva pròpia butxaca. Quan torna a casa de Lydia per a saber què ha passat la nit passada, és acollit per un desconegut. Aquest informa Fenwick que ha recuperat un portacigarrets amb les inicials de Fenwick al lloc del crim, suggerint que Fenwick està implicat en l'últim homicidi.
L'endemà, Holmes i Watson reben la visita de Maude Fenwick, que els confia que el seu pare té un comportament estrany i que ha descobert que havia enterrat un dit humà al seu jardí. Quan Holmes i Watson acompanyen Maude al seu domicili per interrogar el seu pare, troben Fenwick mort, estrenyent a la seva mà una capsa de llumins del Pembroke House Club. Més tard, Holmes conclou del que Fenwick ha estat víctima d'un xantatge, ja que havia retirat el dia abans una gran suma del seu banc.
De tornada al seu pis, Holmes conclou que, si els homicidis semblen haver estat comesos per assassins diferents, tots porten la marca del professor Moriarty, encara que es cregui que ha mort a Montevideo. Poc després de la sortida de Watson, Moriarty s'esquitlla al pis i posa en guàrdia Holmes de no seguir amb la seva investigació. Després de la sortida de Moriarty i la tornada de Watson, Holmes es fixa que la finestra del pis buit del davant és oberta i envia Watson per investigar. El metge hi arriba just a temps per veure algú disparar a Holmes a través de la finestra. De fet, Holmes havia seguit Watson després d'haver deixat un bust per fer creure que encara hi era. Preguntant al tirador, el caporal Williams, Holmes i Watson noten que sembla hipnotitzat i el porten a Scotland Yard.
Holmes informa Gregson que tots els homicidis són consumats sota hipnosi i que Williams és la clau per identificar la misteriosa dona implicada en aquest assumpte, però és misteriosament assassinat sortint del cos de policia. Més tard, Holmes i Watson assisteixen a una reunió del Club Mesmer, on oficia el millor expert en hipnosi del país. Lydia, a qui Moriarty ha demanat que atregui Holmes al seu pis, es presenta al club; Holmes el convida al Pembroke House. Més tard, al seu pis, Lydia droga i hipnotitza Holmes, i Moriarty prova l'eficàcia de la hipnosi fent passar una fulla de ganivet pel coll de Holmes. Creient el detectiu sota el seu control, Moriarty li ordena escriure una carta de suïcidi, i anar a la vora de la terrassa per llançar-se al buit.
Watson i Gregson irrompen i Holmes revela que feia veure que estava hipnotitzat. Com Lydia i Moriarty són emmanillats i a punt de ser traslladats, Moriarty se separa i intenta saltar sobre la terrassa veïna, però cau al buit.

## Repartiment
- Basil Rathbone: Sherlock Holmes
- Nigel Bruce: Dr. Watson
- Matthew Boulton: Inspector Gregson
- Hillary Brooke: Lydia Marlowe
- Henry Daniell: Professor Moriarty
- Paul Cavanagh: Sir Fenwick
- Eve Amber: Maude Fenwick